# أمبرين
أمبرين (عنبرين) هو كحول ثلاثي التربين، وهو المكوّن الرئيسي في العنبر.

## الخواص
يعتقد أن الأمبرين هو المكوّن الفعّال المسؤول عن التأثيرات المنشطة الجنسية للعنبر.
على الرغم من أن مادة الأمبرين نفسها عديمة الرائحة، إلا أنها تلعب دوراً في كونها طليعة حيوية لعدد من المشتقات العطرية مثل أمبروكسان، ويظن أن لها خواص مثبتة للمركبات العطرية الأخرى. كما وجد أن للمركب خواص مسكنة للألم، وأنها تزيد من السلوك الجنسي عند الجرذان.

## اقرأ أيضاً
- نوتكاتون
- سكلاريول